# 小珠藓
小珠藓（学名：Bartramidula cernua）为珠藓科小珠藓属下的一个种。种加名 cernua 意为“匍匐垂下的”。